# Virgin Interactive
Virgin Interactive Ltd. war ein erfolgreicher und einflussreicher Publisher von Computerspielen aus Großbritannien. Das Unternehmen wurde Anfang 1983 mit dem Namen Virgin Games als Tochterunternehmen von Richard Bransons Virgin Group gegründet. 1999 erfolgte die Übernahme durch den französischen Publisher Titus Interactive, worauf es am 1. Juli 2003 zur Umfirmierung in Avalon Interactive kam.
Bekannteste Spiele waren The 7th Guest (1993), Cool Spot (1994) sowie Resident Evil (1996).
Das Unternehmen vertrieb Spiele unter anderem für den PC, den Amiga, den C64, Mega Drive, Super Nintendo und PlayStation. Es verhalf vielen Unternehmen zum Erfolg.

## Geschichte

### Virgin Games
Der Geschäftsbereich wurde ab 1983 unter dem Namen Virgin Games vom damals 27-jährigen Nick Alexander aufgebaut.

#### Spiele (Auszug)
| Jahr | Spiel            | Genre         | Systeme                                                                      |
| ---- | ---------------- | ------------- | ---------------------------------------------------------------------------- |
| 1983 | Falcon Patrol    | Shoot ’em up  | Acorn Electron, BBC Micro, Commodore 16, Commodore 64, Commodore VIC-20, MSX |
| 1983 | Ghost Town       | Textadventure | ZX Spectrum                                                                  |
| 1984 | Falcon Patrol II | Shoot ’em up  | Commodore 64, ZX Spectrum                                                    |

### Virgin Mastertronic
1987 erwarb Virgin Games Anteile am Publisher Mastertronic, der zu dieser Zeit Exklusiv-Distributor für Segas Konsole Master System im Vereinigten Königreich war. Später fusionierte Virgin Games mit Mastertronic und man firmierte für einige Jahre als Virgin Mastertronic. Die Softwareentwicklung war während dieser Zeit im Tochterunternehmen Virgin Games angesiedelt.
Der Vertrieb der Sega-Produkte entwickelte sich erfolgreich und konnte schrittweise ausgebaut werden. 1988 erhielt man zusätzlich die Vertriebsrechte für Frankreich und Deutschland, 1989 die Rechte für den kompletten europäischen Vertrieb. Der Jahresgewinn von 8 Mio. Pfund für 1990 und der Gesamtumsatz von 100 Mio. Pfund im Jahr 1991 wurden zum größten Teil mit Sega-Produkten erzielt.
1991 übernahm Sega die direkte Kontrolle über den Vertrieb für ihre Hard- und Software und zahlte 30 Mio. Pfund für diesen Unternehmensbereich. Publishing und Spieleentwicklung verblieben als Virgin Games im Virgin-Konzern und erhielten zusätzlich die Rechte, ohne die sonst üblichen Limits Spiele für Sega-Konsolen zu veröffentlichen.

### US-Aktivitäten
Martin Alper, der durch die Mastertronic-Fusion zu Virgin gekommen war, kümmerte sich um die Aktivitäten in den USA. Das Jahr 1990 war schon weit fortgeschritten, als Alper mit den beiden Virgin-Angestellten Graeme Devine und Rob Landeros einen Vertrag schloss, das CD-ROM-Spiel The 7th Guest außerhalb des Unternehmens zu entwickeln. 1993 wurde 7th Guest veröffentlicht und zu einem großen Erfolg.
1992 wurde der in Las Vegas angesiedelte Entwickler Westwood Studios in das Unternehmen integriert.

### Besitzerwechsel
Blockbuster übernahm im Januar 1994 zunächst 19,9 % der Unternehmensanteile.
Nach der Viacom-Paramount-Blockbuster-Fusion im Februar 1994 und weiterem Austausch von Unternehmensanteilen gehörte Virgin Interactive ab Mitte 1994 mehrheitlich der börsennotierten Spelling Entertainment Group, die wiederum zum Medienkonzern Viacom gehörte.
Virgin Interactive war 1995 nicht profitabel: Bei einem Umsatz von 212,2 Mio. US$ liefen Verluste von 14,8 Mio. US$ auf.
Im August 1998 wurde bekanntgegeben, dass Electronic Arts die Westwood Studios und Virgins Studio in Irvine (Kalifornien) mit 60 Mitarbeitern für insgesamt 122,5 Mio. $ übernimmt. Spelling hatte zuvor etwa ein Jahr lang erfolglos nach einem Käufer für den kompletten Unternehmensbereich Virgin Interactive gesucht.